# بروميسس
«بروميسس» (بالإنجليزية: Promises)‏، هي أغنية لفرقة الهارد روك البريطانية ديف ليبارد من ألبومها يوفوريا، والتي أُصدرت كأغنية منفردة عام 1999 ووصلت لصدارة لائحة بيلبورد هوت لأغاني الروك السائد والمرتبة 38 على لائحة أفضل 40 السائدة. برزت «بروميسس» على القرصين الثانيين من الألبومين التجميعيين: بيست أوف ديف ليبارد وروك أوف إيجز: ذا ديفينيتف كوليكشن، واللذين صدرا كلاهما في عام 2004، وبرزت نسخة مباشرة في آخر ألبومات الفرقة المباشرة فيفا! هستيريا، والذي صدر في أكتوبر 2013.
تعتبر الأغنية أيضاً واحدة من الأغاني القليلة من هذه الفترة لعمل الفرقة والتي غُنيت مباشرة في جولاتها اللاحقة غير الجولة اللاحقة مباشرة لألبومها الرئيسي.

## قائمة الأغاني

### سي دي: بلادجن ريفولا - ميركري / 562 136-2 / الجزء 1 / المملكة المتحدة
1. «بروميسس» (الفيديو)
2. «باك إن يور فيس»
3. مقتطفات من الألبوم

### سي دي: بلادجن ريفولا - ميركري / 562 137-2 / الجزء 2 / المملكة المتحدة
1. «باك إن يور فيس»
2. «بروميسس»
3. «وورلدز كولايد»

### سي دي: بلادجن ريفولا - ميركري / MECD 1012-2 / الولايات المتحدة
1. «بروميسس»
2. «بيبر سان»